# Diaschisis
Diaschisis (Griechisch für ‚ganz geschockt‘, ‚auseinandergebrochen‘) ist ein (meist plötzlicher) Verlust der Funktion in einem Teil des Gehirns, der außerhalb des eigentlich geschädigten Bereiches liegt und somit einer strengen Lokalisation geschädigter hierarchisch höherer (inhibitorischer) oder hierarchisch tieferer (exzitatorischer) Areale des ZNS zu widersprechen scheint. Der Begriff geht auf den russisch-schweizerischen Neurologen Constantin von Monakow (1853–1930) zurück, der ihn zu Beginn des 20. Jahrhunderts prägte.

Vom Ort des ursprünglich geschädigten Bereiches ziehen Neuronen zum Ort der Diaschisis. Bei der Schädigung entfallen entweder exzitatorische Bahnen (ursprüngliches Konzept Monakows) oder inhibitorische  Bahnen, was dann die Funktionseinbuße im von der Diaschisis betroffenen Areal bedingt.